# Joan Collins
Joan Henrietta Collins (London, 1933. május 23. –) Golden Globe-díjas angol színésznő.

## Élete
Joan Collins 1933. május 23-án született Londonban Joseph Collins és Elsa Bessant gyermekeként.
Tanulmányait a Királyi Színművészeti Akadémián végezte.

## Magánélete
1952–1956 között Maxwell Reed volt a férje. 1963–1970 között Anthony Newley volt a párja. 1972–1983 között Ronald S. Kass-sal élt együtt. Negyedik férje Peter Holm volt (1985–1987). Jelenleg Percy Gibson-nal él 2002 óta.

## Filmjei
| - Lady Godiva újra lovagol (1951) - Hiszek benned (1952) - Decameron Nights (1953) - The Square Ring (1953) - Finoman megfordítani a kulcsot (1953) - Sadie kalandjai (1954) - Jó fiatalon meghalni (1954) - A fáraók földje (1955) - A szűz királynő (1955) - The Girl in the Red Velvet Swing (1955) - Az ellentétes nem (1956) - Stopover Tokyo (1957) - A szeszélyes autóbusz (1957) - Napos sziget (1957) - Tengeri feleség (1957) - Hajtóvadászat (1958) - Rally 'Round the Flag Boys! (1959) - Esther and the king (1960) - Hét tolvaj (1960) - Út Hongkongba (1962) - Figyelmeztető lövés (1967) - Az ürügy (1967) - Batman (1967) - Subterfuge (1968) - Ha kedd van, akkor ez Belgium (1968) - Képes-e Hieronymous Merkin örökre elfelejteni Mercy Humppoet és megtalálni az igazi boldogságot? (1969) - Vezess keményen, vezess gyorsan (1969) - Fent a padláson (1970) - A hóhér (1970) - A szerelem keresése (1971) - Megtorlás (1971) - Minden lében két kanál (1972) - Mesék a kriptából (1972) - Rettegés az éjszakában (1972) - Tales that Witness Madness (1973) - Sötét terek (1975) - Alfie, drágám (1975) - Ördög a nőben (1975) - A nagy kaland (1975) - The Bawdy Adventures of Tom Jones (1976) | - Hangyabirodalom (1977) - Hosszú álom (1978) - A nagy Fox (1978) - The Stud (1978) - Leégve (1979) - A szajha (1979) - Zero de Sixty (1979) - Meghökkentő mesék (1979–1980) - Növekvő fájdalmak (1980) - Dinasztia (1981-1989) - Házimunka (1982) - A diótörő (1982) - Papírbabák (1982) - Szerelemhajó (1983) - Egy férfimodell készítése (1983) - Élete férfiként (1984) - A Cartier-ügy (1985) - Vétkek (1986) - Monte Carlo (1986) - Ma éjjel fél kilenckor (1991) - Boxtree (1994) - Decadence (1994) - Hamlet, vagy amit akartok (1995) - Nyomoz a páros – Váratlan fordulat (1995) - Annie királyi kalandjai (1995) - The Line King: Al Hirschfeld (1996) - A dadus (1996) - Pacific Palisades – Siker, pénz, csillogás (1997) - Halálos csalódás (1998) - Flintstones 2. – Viva Rock Vegas (1999) - The Clandestine Marriage (1999) - József és a színes szélesvásznú álomkabát (1999) - Will és Grace (2000) - Öreg díva, nem vén díva (2001) - Ozzie – Kicsi a koala, de erős (2001) - Ellis Csodaországban (2004) - Hotel Babylon (2006) - Futballistafeleségek (2006) - Miss Marple történetei – Szemfényfesztők (2009) - Egy kapcsolat szabályai (2010) |

## Művei
- Past Imperfect. An Autobiography (1978)
- The Joan Collins Beauty Book (1980)
- Katy: A Fight for Life, A Memoir (1982)
- Portraits of a Star (1987)
- Prime Time (regény, 1988)
- Love and Desire and Hate (regény, 1990)
- My Secrets (1994)
- Health, Youth and Happiness: My Secrets (1995)
- Too Damn Famous (regény, 1995)
- Infamous (regény, 1996)
- Second Act: An Autobiography (1996)
- My Friend's Secrets (1999)
- Star Quality (regény, 2002)
- Joan's way: Looking Good, Feeling Great (2002)
- Misfortune's Daughters (regény, 2004)
- The Art of Living Well: Looking Good, Feeling Great (2007)
- The World According to Joan (2011)

## Magyarul
- Főműsor; ford. Vass Júlia; Novella, Bp., 1993
- Gyűlölet, vágy, szerelem; ford. Káldos Zsolt; Novella, Bp., 1994
- Átkozott hírnév; ford. Sarlós Zsuzsa; JLX, Bp., 1996